# Weißer Berg bei Bahnsdorf
Weißer Berg bei Bahnsdorf este o arie protejată (arie specială de conservare — SAC, sit de importanță comunitară — SCI) din Germania întinsă pe o suprafață de 28,64 ha, integral pe uscat.

## Localizare
Centrul sitului Weißer Berg bei Bahnsdorf este situat la coordonatele 51°34′03″N 14°07′08″E / 51.5675°N 14.1189°E.

## Înființare
Situl Weißer Berg bei Bahnsdorf a fost declarat sit de importanță comunitară în septembrie 2000 pentru a proteja 1 specie de plante. Situl a fost protejat și ca arie specială de conservare în octombrie 2009.

## Biodiversitate
Situată în ecoregiunea continentală, aria protejată conține 2 habitate naturale: Vegetație psamofilă uscată cu Calluna și Genista, Vegetație psamofilă uscată cu pășuni deschise de Corynephorus și Agrostis.
La baza desemnării sitului se află o specie protejată de  plante: Jurinea cyanoides.
Pe lângă speciile protejate, pe teritoriul sitului au mai fost identificate 2 specii de plante.